# 贝斯镇
贝斯镇，是西班牙卡斯蒂利亚-拉曼恰自治区阿尔瓦塞特省的一个市镇。 总面积58km², 总人口60人（2001年），人口密度1人/km²。